# Chrysauge
Chrysauge is een geslacht van vlinders in de familie van de snuitmotten (Pyralidae). De wetenschappelijke naam van het geslacht werd voor het eerst geldig gepubliceerd in 1823 door Hübner.

## Soorten
- Chrysauge auriflavalis (Walker, 1866)
  - = Candisa auriflavalis Walker, 1866
- Chrysauge bifasciata Walker, 1854
- Chrysauge catenulata Warren, 1891
- Chrysauge divida Hübner, 1823
- Chrysauge eutelia Druce, 1903
- Chrysauge flavelata (Stoll in Cramer & Stoll, 1781)
  - Phalaena flavelata Stoll in Cramer & Stoll, 1781[1]
- Chrysauge jonesalis Schaus, 1904[2]
- Chrysauge kadenii Lederer, 1863[3]
- Chrysauge latifasciata  Warren, 1891
- Chrysauge unicolor Berg, 1876

### Niet meer in dit geslacht
- Chrysauge aurantia Dukinfield-Jones, 1912[4] ⇒ Tharsanthes aurantia (Dukinfield-Jones, 1912)